# Caribosiren turneri
Caribosiren turneri és una espècie extinta de mamífer sireni de la família dels dugòngids que visqué al Carib durant l'Oligocè superior, fa entre 23 i 28,4 milions d'anys. Se n'han trobat restes fòssils a la formació de la calcària de Lares i la formació de San Sebastián, totes dues a Puerto Rico (Estats Units). Es tracta de l'única espècie del gènere Caribosiren. Tenia una deflexió rostral molt pronunciada, tal vegada més que en cap altre sireni, i mancava d'ullals. Es devia nodrir de brins d'herba marina.
El nom genèric Caribosiren significa ‘sirena del Carib’ o, menys literalment, ‘sireni del Carib’, mentre que el nom específic turneri li fou assignat en honor del geòleg polar estatunidenc Mortimer D. Turner.